# Шлюбний сезон
Шлюбний сезон, або шлюбний період — період року, найсприятливіший для утворення пар, розмноження та вирощування потомства деякими тваринами, зазвичай завдяки сприятливим погодним умовам і наявності їжі та води. Крім того, наявність шлюбного сезону допомагає тварині у пошуках партнера. Види, що мають шлюбний сезон, еволюціонували таким чином, щоб спаровуватися виключно протягом певного часу року з метою досягнення найбільшого успіху у відтворенні. Різні види диких тварин і птахів мають шлюбні періоди протягом різних сезонів року, відповідно до їх специфічних потреб до умов довкілля.

## Фізіологічні механізми
У значної частини хребетних помірних широт шлюбний період регулюється тривалістю світлої частини дня. Якщо світловий день короткий, то нейрони надперехресного ядра сигналізують про це нейронам гіпоталамусу, які через виділення гормону мелатоніну регулюють активність передньої долі гіпофізу та низки ядер гіпоталамусу. Мелатонін впливає на секрецію тироїд-стимулювального гормону та ферментів обміну гормонів щитоподібної залози Dio2 та Dio3. Усі разом вони впливають на збільшення кількості пептидів, що походять з білка-попередника NPVF: RFRP-1 та RFRP-3. Ці пептиди є антагоністами регулятора активності статевої системи — гонадотропін-рилізінг-гормону.

## Приклади

### Плазуни
Шлюбний період змій, наприклад, в Україні, починається у квітні–травні, у цей період вони стають більш активним.

### Птахи
Шлюбний сезон у ластівок починається навесні, у фазанів триває впродовж усієї теплої частини року, у чайок, зокрема чайки білохвостої, припадає на квітень — травень, у страусів триває від середини березня до кінця квітня.

### Ссавці
Шлюбний період у білих ведмедів відбувається навесні або влітку. В цей час самці долають великі відстані у пошуках самок без дитинчат. У оленів — з квітня по листопад. У цей період велику кількість тестостерону, виробляючого в організмі самця оленя, сильно змінює його поведінку.. У лисиць припадає на лютий або березень, а у єнота уссурійського може тривати навіть до кінця квітня, залежно від місця розташування.

### Комахи
Шлюбний період у бджіл, ос та шершнів припадає на серпень. У цей період вони стають особливо агресивними і несуть собою загрозу для життя та здоров'я людей.